# Waldemar Malak
Waldemar Malak   (Gdańsk, 17 de juliol de 1970 - Charwatynia, 13 de novembre de 1992) fou un aixecador de peses polonès que va competir durant les dècades de dècada de 1990.
El 1992 va prendre part en els Jocs Olímpics d'Estiu de Barcelona, on guanyà la medalla de bronze en la competició de pes tres-quarts pesant del programa d'halterofília. Aquell mateix any guanyà una medalla de plata al Campionat d'Europa d'halterofília.
Morí en un accident de trànsit el novembre de 1992.